# 加薩中央檔案館
加薩中央檔案館（阿拉伯语：‎）是加薩走廊加薩市的檔案館，位於行政大樓內，藏有近150年巴勒斯坦社會與城市發展的相關檔案。2023年，檔案館在以色列—哈瑪斯戰爭中毀於戰火。

## 被毀
2023年以色列—哈瑪斯戰爭爆發後，巴勒斯坦資訊中心、半島電視台、新阿拉伯人報與中東之眼等媒體均報導加薩中央檔案館被以色列軍隊砲火轟炸。國際文化紀念物與歷史場所委員會（ICOMOS）發布的初步報告指加薩中央檔案館已被完全摧毀，比爾宰特大學與當地媒體已於社群網站發布檔案館被毀的相片。加薩出身的巴勒斯坦政治評論員哈利勒·赛义格（Khalil Sayegh）將加薩中央檔案館被毀一事與1982年黎巴嫩戰爭期間，以色列軍隊在貝魯特摧毀巴勒斯坦解放組織檔案的事件相提並論。
國際檔案理事會對加薩中央檔案館被毀表示譴責，英國口述歷史學會表示會在加薩重建開始時協助重新紀錄當地歷史。另有計畫以線上資料庫的形式保護尚存的巴勒斯坦檔案。

## 外部連結
- 中東之眼：加薩中央檔案館被以色列空襲摧毀 （页面存档备份，存于）（Youtube）